# Kingdom Hearts χ
Kingdom Hearts χ (キングダムハーツキー, Kingudamu Hātsu Kī), stylisé en Kingdom Hearts χ[chi], est un jeu de rôle en ligne de la franchise Kingdom Hearts, développé par Square Enix, Disney Interactive Studios et Success, édité par Square Enix sur navigateur web et sorti en 2013. Une version du jeu pour supports mobiles, intitulée Kingdom Hearts Unchained χ, est éditée sur Android et iOS en septembre 2015 au Japon, en avril 2016 en Amérique du Nord, et en juin 2016 en Europe et en Australie. En avril 2017, le jeu est renommé Kingdom Hearts Union χ[Cross].
L'histoire de Kingdom Hearts χ se déroule plus de cent ans avant celle de Kingdom Hearts, avant la Guerre des Keyblades. Le joueur incarne un porteur de Keyblade qui rejoint une faction, dirigée par des Maîtres de la Keyblade, et combat pour le contrôle de la lumière. Le scénario est relié à celui de Kingdom Hearts III, l'opus suivant de la franchise. Le titre fait allusion à la χ-blade, l'arme de légende jouant un rôle central dans la trame de la série.
Kingdom Hearts χ a été conçu pour être un opus accessible aux néophytes de la série. La plate-forme choisie impose des écarts notables par rapport au standard de la franchise, notamment au niveau du gameplay et du style visuel. Tetsuya Nomura et Yoko Shimomura, collaborateurs de longue date sur la série Kingdom Hearts, ont participé au développement du jeu, respectivement à la réalisation et à la musique. Kingdom Hearts χ a fait l'objet d'un accueil critique généralement favorable.
Par la suite, en juin 2020 sort Kingdom Hearts Dark Road, qui raconte la jeunesse de Xehanort, lorsqu'il était un apprenti élève de la Keyblade. L'application est alors renommée Kingdom Hearts Union X Dark Road, et permet d'accéder à la fois à Union X et Dark Road.

## Histoire

### Toile de fond
L'histoire de Kingdom Hearts χ se déroule avant la légendaire Guerre des Keyblades, un conflit dévastateur qui opposa les élus de la Keyblade pour le contrôle de la Lumière originelle, et changea le monde en ce qu'il est devenu dans Kingdom Hearts,. Avant la guerre, un Maître de la Keyblade (appelé le Maître des Maîtres) légua à cinq de ses six apprentis un ouvrage appelé Livre des Prophéties. Il prophétisa que la fin du monde était proche. Voulant empêcher cette fin d'arriver, les cinq apprentis créèrent chacun leurs propre union, basée sur l'animal qui le représentait : Ursus, Anguis, Unicornis, Leopardus et Vulpes. Des jeunes apprentis de la Keyblade rejoignent chacun une Union, et ceux-ci commencèrent à collecter des morceaux de lumière, surnommés Lux, portés par les Sans cœur. Le personnage principal, un porteur de la Keyblade néophyte, doit intégrer l'une de ces factions, et lutter pour assurer sa suprématie,.

### Résumé deKingdom Hearts χ
L'intrigue commence dans La Ville de l'Aube, où le Joueur doit rejoindre une Union dirigé par un Maître de la Keyblade appelé Oracle. Il y cinq Unions en tout, les Vulpes, dirigé par Ava ; les Leopardus, dirigé par Gula ; les Unicornis, dirigé par Ira ; les Anguis, dirigé par Invi ; et les Ursus, dirigé par Aced. Le Joueur se voit aussi attribué un petit "animal de compagnie", appelé Chirithy.
La mission principale des Joueurs est de récupérer un maximum de fragments de lumière, appelé Lux, afin de pouvoir combattre les forces de ténèbres.
Il y a également un personnage mystérieux, appelé le Maître des Maîtres, qui peut voir le futur. C'est pour ça qu'il confie à ses cinq apprentis un Livre des prophéties relatant les évènements du futur. Ce livre annonce notamment qu'une guerre est proche, et qu'elle est inévitable. Le Maître des Maîtres confie également un rôle différent à ces cinq apprentis. Ira deviendra le nouveau chef, et Aced son bras droit. Invi servira de médiatrice entre les Oracles en cas de problèmes, et Gula devra trouver le traître, car selon le Maître des Maîtres, il y aurait un traître parmi les Oracles. Enfin, Ava elle sera chargée de recruter cinq nouveaux leaders d'Unions, qui ne prendront pas part à la guerre, afin de pouvoir reconstruire le monde. Il y a également un sixième apprenti, du nom de Luxu, qui lui ne s'est pas vu confié un Livre des Prophéties, mais d'une mission tout aussi importante. Le Maître des Maîtres lui donne une mystérieuse boîte noire, ainsi que sa Keyblade, et qu'il devra traverser les siècles afin d'observer les évènements du futur. Luxu se met alors en route et disparu mystérieusement. Par la suite, c'est au tour du Maître des Maîtres de disparaître sans laisser de traces.
Ava réussit à réunir un groupe de nouveaux apprentis de la Keyblade, qui se nomment les "Dents-de-lion", et a également réuni les cinq nouveaux leaders d'Unions. Ava leur annonce qu'ils devront absolument fuir la guerre, et que, par la suite, ils seront envoyés dans une « réalité alternative » nommé « Unchained ».
La guerre débute alors. De nombreux porteurs périrent. Le Joueur lui, se retrouve au bord de la mort, mais une lumière apparaît. Il s'agit de Skuld et Ephemer, deux porteurs de la Keyblade avec qui le Joueur est devenu ami. Ils viennent le sauver, et lui disent qu'ensemble, ils vont rejoindre "Unchained" avec les Dents-de-lion.

### Résumé deKingdom Hearts Unchained χ
Kingdom Hearts Unchained est un remake de χ, qui permet de revivre les évènements qui s'y sont déroulés. Cependant, on apprend qu'Unchained est une réalité alternative, qui a un lien avec les mondes des rêves. Les "Dents-de-lion" qui ont fui vers Unchained se sont vu leur mémoire effacée par les Chirithy, et revivent donc les évènements de χ, afin de s'entraîner et de réapprendre à manier la Keyblade. Seuls les cinq nouveaux Leaders des Unions n'auront pas leur mémoire effacée.
Après la guerre, on rencontre enfin les cinq nouveaux Leaders, il s'agit de Ephemer, Skuld, Brain, Lauriam et Ventus. On apprend également qu'un personnage du nom de Strelitzia (qui est aussi la sœur de Lauriam), devait, à la base, être une des cinq nouvelles leaders d'Union. Cependant, elle a été tuée et quelqu'un a pris sa place. Il y donc un traître parmi les cinq nouveaux leaders.

### Résumé deUnion Cross
Une fois que les cinq Leaders d'Unions furent réunis, ils se rendirent à la salle de commande des anciens Oracles. Brain révéla aux autres qu'il possédait le « Livre des Prophéties », et le monde sera à nouveau détruit. Il aussi qu'il sera celui qui changera le destin.
Lauriam lui, enquête sur la disparition de sa sœur Strelitzia. Il demanda des informations à Elrena, qui était une amie de Strelitzia. Elrena lui dit qu'elle a eu une vision de Strelitzia qui ressemblait à une espèce de « bug informatique ».
Cependant, d'autres « bug » commencèrent à apparaître un peu partout dans la Ville. Brain pense qu'un autre monde, qui n'est pas censé exister, s'est comme « connecté » à la Ville de l'Aube. Il envoie alors le Joueur enquêter dans ce nouveau monde. Une fois revenu, le groupe découvre qu'ils sont en fait dans un « monde de données », et que rien n'est réel.
Le Maître des Maîtres fit également quelques révélations à Luxu, il lui dit qu'il a déjà connu une autre guerre des Keyblades, bien longtemps avant celle qui vient de se produire. Selon lui, tant que les ténèbres existeront, il y aura des guerres, car il existe des entités que l'on appelle les « 13 Ténèbres Primordiaux », qui peuvent prendre n'importe quelle forme physique et posséder le cœur des gens. Le but ultime du Maître des Maîtres est de vaincre pour de bon ces Ténèbres.
C'est pour ça, que les cinq nouveaux Leaders d'Unions seront transportés dans une Ville de l'Aube virtuelle, où ils seront protégés des ténèbres, puis, un peu plus tard, seront envoyés dans le futur grâce à une machine appelée « L'Arche », pour pouvoir propager la lumière, et vaincre les ténèbres une bonne fois pour toutes.
Il révèle aussi que son plan depuis le début, était de faire croire à ses apprentis qu'il y avait un traître parmi eux (en désignant Luxu), afin que leurs sentiments et méfiance s'endurcissent, pour que sept des treize Ténèbres Primordiaux s'emparent de leurs cœurs, afin de pouvoir les détruire.
En plus de ces sept-là, cinq autres Ténèbres Primordiaux iront dans les cinq nouveaux leaders d'Unions, et un restera enfermé dans la Ville de l'Aube virtuelle.
Le Maître des Maîtres dit ensuite à Luxu, qu'une fois que ce dernier sera dans le futur, il le rejoindra dans un monde fictif, appelé Quadratum (la ville que l'on voit dans la scène secrète de Kingdom Hearts III).
Par la suite, le groupe des nouveaux leaders d'Unions découvrent que c'est Ventus qui a tué Strelitzia. Lauriam, fou de rage, attaqua Ven, qui s'évanouit, et une entité sortit de son corps. Il s'avère qu'en réalité, Ventus était possédé par un des Ténèbres Primordiaux, et que c'est lui qui a tué Strelitzia. Le groupe engagea alors le combat contre ce Ténèbre. Mais ce dernier s'avère bien plus fort qu'ils ne le pensaient. Ventus se relève alors et attaqua Ténèbre, mais il s'évanouit à nouveau.
Tout cela faisait partie de la prophétie, et la vraie Ville de l'Aube commença à se détruire. Dans la ville virtuelle, le groupe décida également de rejoindre le monde réel grâce à l'Arche. Malheureusement, il y a sept personnes et seulement cinq places. Il est alors dit que Brain, Ventus, Lauriam et Elrena partent pour le monde réel, et qu'Ephemer, Skuld et le Joueur restent dans le monde virtuel, qui ne sera pas détruit, mais sombrera dans un profond sommeil.
Une fois arrivé dans le monde réel, Brain utilisa à nouveau l'Arche pour envoyer Ventus, Lauriam et Elrena dans le futur. Luxu apparaît ensuite devant Brain et prit possession de son corps.
Le monde de données s'endort alors, avec tous les membres des Dents-de-lion. Toutes ces personnes se transforment en Avale-Rêve (créatures que l'on rencontre dans Kingdom Hearts 3D: Dream Drop Distance. Le Joueur lui, choisit de se réincarner en un nouveau cœur, et on découvre qu'il s'agit de Xehanort.
Ephemer et Skuld eux, ont réussi à fuir le monde virtuel, et se retrouvent dans le monde réel, qui était détruit. Ils vont dans des capsules de l'Arche pour tenter de rejoindre le futur, mais seul Skuld réussit. Ephemer lui resta coincé dans le passé, avec un monde totalement en ruine. Il fonda ensuite la ville de « Scala Ad Caleum ».

### Résumé deDark Road
Kingdom Hearts Dark Road est un jeu similaire à Union Cross dans l'aspect, cependant il se déroule à une époque ultérieur.
Depuis peu, sur L'île du Destin, le jeune Xehanort se met à faire un rêve étrange qui lui revient sans cesse..
Un nouveau monde, des personnages inconnus, ainsi que des aventures (qu'il n'aurait jamais vécues) tourmentent ses nuits. En dehors de cela, le jeune Xehanort est avide de découvrir ce qui se trouve au-delà du vaste océan qui l'entoure.
Un jour, alors qu'il se trouve sur la plage, un évènement majeur chamboule sa routine. Un mystérieux personnage vêtu d'un long manteau se manifeste, déclarant que le monde de son rêve existe bel et bien et qu'il doit le rejoindre à cet instant. Dubitatif, le jeune garçon aux cheveux gris s'interroge sur l'identité de l'étranger, c'est alors que ce dernier lui révèle être son "guide". Le personnage mystérieux fait apparaître un portail obscur invitant le jeune Xehanort à l'emprunter. Désireux de découvrir de nouvelles contrées, Xehanort franchit le portail.
Dans Scala ad Caelum, un monde submergé par les eaux, le jeune Xehanort ne se souvient plus de son passé sur L'île isolée.
Notre protagoniste ainsi qu'un jeune garçon aux cheveux noir semblent attendre un avènement. Il s'agirait de rejoindre la classe du "Maître". Les deux garçons arrivent en classe accueilli par quatre élèves, nous découvrons que "Baldr", qui ferait partie de la classe est absent, ce qui perturbe l'ambiance au sein de la salle.
Un nouveau personnage entre dans la salle, il s'agirait de "Maître Odin" qui à cet instant n'a pas pour objectif de donner un cours.

## Système de jeu
Le jeu commence par la création et la personnalisation du personnage principal. Le joueur peut choisir le sexe, la coiffure et les vêtements de son avatar, ainsi que son équipement (tiré de la série Kingdom Hearts est des univers Square Enix et Disney). Après cette première étape, il débloque les missions de l'histoire principale. Lorsqu'il a complété une certaine proportion du contenu disponible, il déverrouille de nouvelles missions. Le contrôle du personnage se fait à l'aide du curseur de la souris. Le joueur parcourt plusieurs mondes, peuplés de créatures hostiles appelées Sans cœur. Il peut jouer seul ou en groupe. Les équipes peuvent combattre des Raid Bosses, des Sans cœur géants particulièrement coriaces.
Le jeu fonctionne sur un schéma de type free to play, tout en proposant des microtransactions. Les actions du personnage consomment des AP (action points), qui se régénèrent au cours du temps, mais peuvent également être achetés. Idem pour les objets rares, comme les cartes spéciales.
Le joueur doit cliquer sur un ennemi présent à l'écran pour le défier. Les combats sont basés sur un système de jeu de cartes, et se déroulent au tour par tour. Pendant le tour du joueur, trois cartes sont tirées d'un paquet de neuf, chacune débouchant sur une attaque. Dans le cas où la puissance combinée des cartes ne suffit pas à venir à bout des HP de l'ennemi, celui-ci mène une contre-attaque. Si le joueur survit, ou s'il choisit de continuer le combat en dépensant des AP additionnels, un nouveau tour commence. Après avoir vaincu un ennemi, le joueur gagne des Lux (qui permettent de débloquer des récompenses, mais dont la quantité est remise à zéro chaque semaine), des points d'expérience (grâce auxquels le personnage peut monter en niveau) et des Munny (monnaie de l'univers Kingdom Hearts). Le joueur remporte aussi des Fragments (cartes basées sur l'univers de la série). Chaque Fragment a ses propres capacités, qui dépendent du personnage qui le porte, et qui peuvent être des attaques physiques ou spéciales. Le joueur peut améliorer ses cartes pour augmenter leur attaque et leur défense,. Il peut améliorer sa Keyblade à l'aide de différents matériaux trouvés dans les mondes qu'il visite, et de nouvelles Keyblade peuvent être obtenues au fur et à mesure que l'histoire avance. Chacune d'entre elles renforce certains types de cartes : la Starlight Keyblade augmente les cartes de type puissance, vitesse et magie, alors que la Treasure Trove (inspirée du film Blanche-Neige et les Sept Nains) n'a d'effet que sur les cartes puissance,.
La version mobile du jeu, Kingdom Hearts Unchained χ, reprend beaucoup de ces éléments de gameplay, la principale différence étant que cette version est adaptée pour les appareils à écran tactile. Le système de déplacement libre d'un monde à l'autre est remplacé par une progression nivelée. Les niveaux, appelés « quêtes », sont circonscrits à une zone ou un monde. L'utilisation des AP est aussi revue : au lieu de les dépenser pour chaque action, le joueur les dépense pour commencer une quête, et peut réaliser autant d'actions qu'il veut dans le cadre de cette quête (il peut donc attaquer des ennemis, collecter des items et ouvrir des coffres sans limite fixée, tant qu'il n'a pas affronté le Sans cœur visé par la mission. Quand le joueur n'a plus de HP, il peut choisir entre deux options : abandonner la quête et perdre sa progression, ou continuer la quête en payant des Jewels, une nouvelle monnaie virtuelle. Les Lux deviennent des points d'expérience destinés à faire monter le joueur en niveau. Les vêtements, coupes de cheveux et accessoires peuvent être obtenus grâce aux Avatar Boards, qui présentent un chemin de nœuds qui peuvent être déverrouillés à l'aide d'Avatar Coins (chaque nœud correspondant à un item ou une extension des barres d'AP ou de HP). Les cartes de la version navigateur sont remplacées par des médailles qui ne sont plus tirées aléatoirement. Les médailles équipées sont activées une par une, et le joueur peut choisir d'attaquer un ennemi, plusieurs ennemis à la fois, ou utiliser une capacité spéciale liée à la médaille activée (pour peu que sa Keyblade possède assez de points d'attaque spéciale). Des médailles compatibles entre elles peuvent être combinées pour améliorer leur attaque spéciale.

## Développement

Logo de Kingdom Hearts χ.

Kingdom Hearts χ a été coréalisé par Tetsuya Nomura, un des créateurs de la franchise, et Tatsuya Kando, (réalisateur de The World Ends With You). La musique du jeu a été composée par Yoko Shimomura, régulièrement impliquée dans la composition des bandes-son de la série. Le jeu a été coproduit par Square Enix et le studio japonais Success,. La conception du jeu a été confiée à Success au cours du développement, les équipes de Square Enix étant moins familières des jeux sur navigateur. Même si Kingdom Hearts χ comprend beaucoup d'éléments multijoueurs, il a été imaginé comme fondamentalement solo, comme il est d'usage dans la série Kingdom Hearts. Chirithy, le compagnon du personnage principal, a été conçu pour guider le joueur sans pour autant devenir une gêne. Tetsuya Nomura a dit l'avoir conçu en s'inspirant du chat Scottish Fold.
Le style visuel traditionnel de Kingdom Hearts, proche de celui des Final Fantasy, est abandonné au profit d'un style chibi en deux dimensions, plus adapté pour un jeu sur navigateur. Les contrôles ont été simplifiés et adaptés à l'utilisation de la souris,,. Dans une interview en 2014, Tetsuya Nomura confie que le développement de Kingdom Hearts χ a été interrompu quelque temps pour que les développeurs puissent se focaliser sur Kingdom Hearts III. Il dit également que durant cette période, ils ont réfléchi à comment faire en sorte que les habitués de la série jouent à Kingdom Hearts χ.
Les scénarios de Kingdom Hearts III et Kingdom Hearts χ ont été écrits en même temps et partagent beaucoup de liens. Le titre du jeu fait allusion à la χ-blade (prononcé /ˈkiːˌbleɪd/), la Keyblade originale permettant d'ouvrir Kingdom Hearts, qui joue un rôle majeur dans l'histoire de la série. Cela étant, selon Tetsuya Nomura, l'histoire n'est pas l'élément central de Kingdom Hearts χ. Son contenu est complètement coupé du reste de Kingdom Hearts pour rendre le jeu accessible aux néophytes.
L'idée de créer une version pour plates-formes mobiles est validée alors que le jeu navigateur est encore en développement. Tetsuya Nomura prévoit au départ une sortie simultanée des deux versions, avant de commencer à les mettre à jour indépendamment. Au fil du développement, les efforts se concentrent sur Kingdom Hearts χ et la version mobile est délaissée. Cela est notamment dû au fait que, les capacités des plates-formes mobiles augmentant rapidement, la charge de travail que représentait Unchained est devenue trop forte. De plus, vu que les plates-formes mobiles gèrent les contrôles différemment des navigateurs, il est impossible de réaliser un simple portage du jeu. Le titre de la version mobile, Unchained, fait référence aux différences de gameplay et de narration : cette version est globalement plus casual. Les combats sont plus courts et potentiellement plus faciles.
En mars 2017, en vue du premier anniversaire de la sortie d'Unchained χ en Amérique du Nord, Square Enix annonce que le jeu sera renommé Kingdom Hearts Union χ[Cross] en avril 2017. Le mode multijoueur Union Cross est ajouté, permettant à des groupes de 2 à 6 joueurs de combattre ensemble. Les joueurs peuvent communiquer en texte ou en émoticônes. Enfin, un nouveau mode théâtre permet désormais de visionner des cinématiques et des animations.

## Sortie
Le jeu est officialisé au Tokyo Game Show le 20 septembre 2012, aux côtés de Kingdom Hearts HD 1.5 Remix, sous le titre provisoire Kingdom Hearts for PC Browsers. Le titre officiel est dévoilé en février 2013. Des codes donnant accès à des items spéciaux ou de l'argent virtuel sont inclus dans les premiers exemplaires de Kingdom Hearts HD 1.5 Remix, dans une tentative de promouvoir le jeu. Les inscriptions à la bêta fermée du jeu commencent le 13 mars 2013 pour un lancement le 22 mars. Pour être éligible, il faut disposer d'un identifiant Yahoo Japan. La participation est récompensée par des items et de l'argent virtuel. Un test en bêta ouverte commence le 9 juillet 2013, et le jeu est officiellement lancé le 18 juillet,. Par la suite, Kingdom Hearts χ reçoit régulièrement des mises à jour, apportant du nouveau contenu. En avril 2016, Square Enix annonce la fin de la version navigateur en septembre de la même année.
Disney Interactive est forcé de reporter la publication du jeu en Amérique du Nord et en Europe du fait de la fermeture de son service Playdom,. Cette publication est finalement annoncée à l'E3 2015 lors de la conférence Square Enix, sous le titre Kingdom Hearts Unchained X.
Le jeu Kingdom Hearts Unchained χ sort le 3 septembre 2015 au Japon, le 7 avril 2016 en Amérique du Nord et le 16 juin 2016 en Europe.

### Back Cover
En septembre 2015, Square Enix annonce un nouveau jeu, intitulé Kingdom Hearts HD 2.8 Final Chapter Prologue. Celui-ci comprend Kingdom Hearts χ Back Cover, une cinématique de 60 minutes qui se concentre sur les événements qui n'ont pas été montrés dans le jeu original. Le jeu sort le 12 janvier 2017 au Japon et le 24 janvier 2017 dans les autres pays.

## Accueil critique
En septembre 2013, on compte près de 200 000 utilisateurs inscrits. À l'occasion des WebMoney Awards 2013, Kingdom Hearts χ est nommé dans la catégorie « Best Rookie of the Year Good Games », la plupart des votants félicitant le jeu d'être accessible aux néophytes et amusant à jouer. Richard Eisenbeis (Kotaku) écrit une critique globalement positive, notant que contrairement aux jeux sur navigateurs japonais similaires et proposant des microtransactions, il s'agissait d'un « petit jeu agréable pour perdre du temps » (enjoyable little time waster).
Unchained est aussi bien accueilli, obtenant un score de 70 % sur Metacritic (basé sur 5 critiques). A.V. Club félicite le titre d'être un vrai jeu Kingdom Hearts, malgré son format free to play. TouchArcade note le jeu à 3 étoiles sur 5, louant les graphismes et la musique du jeu, mais décrivant le système de jeu comme trop superficiel et l'interface utilisateur comme inutilement compliquée. Gamezebo qualifie le jeu de « meilleur que ce qu'on attendait », évoquant les combats simples et plaisants et la personnalisation approfondie du personnage, et regrettant une certaine niaiserie dans les dialogues et une histoire moins solide que celle des jeux Kingdom Hearts sortis sur console. Un mois après sa sortie, le jeu a déjà été téléchargé plus de 2 millions de fois.